# Massimiliano Gallo
Massimiliano Gallo (né le 19 juin 1968  à Naples) est un chanteur et acteur italien.

## Biographie
Fils d'artiste, son père Nunzio Gallo a été l'un des plus grands interprètes de la chanson  italienne et napolitaine dans les années 1950, tandis que sa mère Mary White s'est fait connaître dans le théâtre et la télévision avant de devenir galiériste.

## Filmographie partielle

### Cinéma
- 2009 : Fortapàsc : Valentino Gionta
- 2010 : Le Premier qui l'a dit (Mine vaganti) de Ferzan Özpetek : Salvatore, le mari d'Elena
- 2012 : Magnifica presenza de Ferzan Özpetek : le docteur Cuccurullo
- 2014 : Perez. d'Edoardo De Angelis
- 2015 : Par amour (Per amor vostro) de Giuseppe M. Gaudino
- 2015 : Io e lei de Maria Sole Tognazzi : Stefano
- 2018 : Saremo giovani e bellissimi de Letizia Lamartire
- 2019 : Il sindaco del Rione Sanità de Mario Martone
- 2019 : Pinocchio de Matteo Garrone
- 2020 : Gli infedeli de Stefano Mordini
- 2024 : Évanouis dans la nuit (Svaniti nella notte) de Renato De Maria : Nicola

### Télévision
- 2019 : Imma Tataranni: Substitut du Procureur - Pietro De Ruggeri